# (32141) 2000 LB24
2000 LB24 (asteroide 32141) é um asteroide da cintura principal. Possui uma excentricidade de 0.06423000 e uma inclinação de 21.27732º.
Este asteroide foi descoberto no dia 1 de junho de 2000 por LINEAR em Socorro.